# Crataegus punctata
Crataegus punctata là loài thực vật có hoa trong họ Hoa hồng.
- Flowers of a white-anthered form
- Fruit colour varies